# Мэтьюз, Джон (историк)
Джон Мэтьюз (John Matthews) — британский историк-антиковед, специалист по социальной и культурной истории позднеримского периода. Доктор философии (1969). Эмерит-профессор Йеля, где трудится с 1996 года, и куда перешел из Оксфорда; в последнем преподавал многие годы, а также является его выпускником и получил там степень доктора философии. Член Британской академии (1990). Отмечен James Henry Breasted Prize (2007).
Окончил Оксфорд (магистр; окончил Куинз-колледж, получил там University Ancient History Prize) и там же получил степень доктора философии (D.Phil.) — и Conington Prize. Преподавал там же многие годы антиковедение. С 1996 года в Йеле, с 2002 года именной профессор John M. Schiff Professor, ныне именной эмерит-профессор John M. Schiff Professor Emeritus of Classics and History; заведовал кафедрой классики. Являлся университетским лектором, ридером и профессором позднеримских штудий, а также фелло Куинз-колледжа. Член Королевского исторического общества.
Почётный доктор Лестерского университета (2003). Автор многих работ. В настоящее время работает над ранней историей Константинополя. Его супруга Veronika Grimm сотрудничает на одной кафедре с ним.

## Работы
- Western Aristocracies and Imperial Court, A.D. 364—425 (1975)
- Political Life and Culture in Late Roman Society (1985)
- The Roman Empire of Ammianus (1989)
- Laying Down the Law; a Study of the Theodosian Code (2000)
- The Journey of Theophanes: Travel, Business and Daily Life in the Roman East (Yale University Press, 2006)

За последнюю удостоился James Henry Breasted Prize.
Также вместе с Тимом Корнеллом соавтор Atlas of the Roman World (1982).